# Théodore Halléguen
Théodore Halléguen, né le 4 juillet 1867 à Châteaulin (Finistère) et mort le 14 septembre 1945 dans la même ville, est un homme politique français. 

## Biographie
Avoué, puis président du tribunal de Châteaulin, il est fils de Corentin Halléguen, sénateur du Finistère. Devenu maire de Châteaulin en 1881, il est élu député du Finistère en 1906. Il s'inscrit au groupe de la Gauche radicale, puis de l'Union démocratique. Son activité parlementaire est proche du néant : aucune proposition de loi, aucune intervention à la tribune. Il est battu en 1910, ce qui met un terme à sa carrière parlementaire.

## Sources
- Ressource relative à la vie publique :   - Base Sycomore
- « Théodore Halléguen », dans le Dictionnaire des parlementaires français (1889-1940), sous la direction de Jean Jolly, PUF, 1960 [détail de l’édition]